# Wehrmachtbefehlshaber
El Wehrmachtbefehlshaber (literalmente, Comandante Militar) era el principal jefe militar alemán en los países ocupados por la Wehrmacht que estaban encabezados por una administración civil. El objetivo principal era la seguridad militar en la zona y comandar la defensa en caso de ataque o invasión. El Wehrmachtbefehlshaber también tenía una función judicial, ya que se desempeñaba como juez en los tribunales militares alemanes. No tenía control sobre las unidades del Heer, pero era responsable de la defensa y el alojamiento de las tropas. En los territorios ocupados de la Unión Soviética, el Wehrmachtsbefehlshaber también era responsable de asegurar los territorios ocupados, proteger los enlaces de transporte y confiscar las cosechas.

## ElWehrmachtbefehlshaberen las zonas ocupadas

### Los Balcanes
Véase también: Territorio de la comandancia militar en Serbia
Tras la invasión de Yugoslavia, el comandante del 12.º Ejército fue designado "Comandante en Jefe de las tropas alemanas en los Balcanes", que más tarde pasó a llamarse Wehrmachtbefehlshaber Südost.
| Fotografía | Wehrmachtbefehlshaber Südost                   | Desde                 | Hasta                   | Total    | Referencias |
| ---------- | ---------------------------------------------- | --------------------- | ----------------------- | -------- | ----------- |
|            | Generalfeldmarschall Wilhelm List (1880-1971)  | 9 de junio de 1941    | 15 de octubre de 1941   | 128 días | [ 7 ] [ 8 ] |
|            | General der Pioniere Walter Kuntze (1883-1960) | 29 de octubre de 1941 | 2 de julio de 1942      | 246 días | [ 8 ] [ 9 ] |
|            | Generaloberst Alexander Löhr (1885-1947)       | 3 de julio de 1942    | 31 de diciembre de 1942 | 181 días | [ 10 ]      |

### Bélgica y norte de Francia
En Bélgica y el norte de Francia, el control se entregó originalmente a una administración militar. Sin embargo, en julio de 1944, tras la destitución de Alexander von Falkenhausen y la creación del Reichskommissariat Belgien-Nordfrankreich, se estableció el puesto de Wehrmachtbefehlshaber Belgien-Nordfrankreich.
| Fotografía | Reichskommissariat Belgien-Nordfrankreich       | Desde                    | Hasta                    | Total       | Referencias   |
| ---------- | ----------------------------------------------- | ------------------------ | ------------------------ | ----------- | ------------- |
|            | General der Infanterie Martin Grase (1891-1963) | 15 de julio de 1944      | 13 de septiembre de 1944 | 60 días     | [ 13 ]        |
|            | SS-Gruppenführer Richard Jungclaus (1905-1945)  | 13 de septiembre de 1944 | septiembre de 1944       | <17 de días | [ 13 ] [ 14 ] |

#### Gran París
El 1 de agosto de 1944, Hitler nombró a Dietrich von Choltitz, comandante general y wehrmachtbefehlshaber del Gran París (en alemán: kommandierenden general und Wehrmachtbefehlshaber von Groß-Paris).
| Fotografía | Kommandierenden General und Wehrmachtbefehlshaber von Groß-Paris | Desde               | Hasta                | Total   | Referencias |
| ---------- | ---------------------------------------------------------------- | ------------------- | -------------------- | ------- | ----------- |
|            | General der Infanterie Dietrich von Choltitz (1894-1966)         | 1 de agosto de 1944 | 25 de agosto de 1944 | 24 días | [ 15 ]      |

### Islas del Canal
Tras la ocupación alemana de las islas del Canal, se le dio el mando al Wehrmachtbefehlshaber Kanalinseln.
| Fotografía | Wehrmachtbefehlshaber Kanalinseln                     | Desde                 | Hasta                 | Total    | Referencias   |
| ---------- | ----------------------------------------------------- | --------------------- | --------------------- | -------- | ------------- |
|            | Generalleutnant Rudolf Graf von Schmettow (1891-1970) | 1 de octubre de 1944  | 20 de febrero de 1945 | 148 días | [ 16 ]        |
|            | Vizeadmiral Friedrich Hüffmeier (1898-1972)           | 26 de febrero de 1945 | 9 de mayo de 1945     | 72 días  | [ 16 ] [ 17 ] |

### Dinamarca
Tras la ocupación alemana de Dinamarca, el 9 de abril de 1940, se creó el puesto de Befehlshaber der Deutsches Truppen des Heeres en Dänemark, con Leonhard Kaupisch inicialmente ocupando el cargo. La tarea del Befehlshaber era proporcionar seguridad militar a Dinamarca y prevenir desembarcos hostiles. Tras la crisis del telegrama y la ruptura de la cooperación entre el gobierno danés y la fuerza de ocupación alemana, Erich Lüdke fue destituido del cargo y su función se amplió a Wehrmachtbefehlshaber Dänemark. El puesto duró hasta la rendición de Alemania.
| Fotografía | Wehrmachtbefehlshaber Dänemark                          | Desde                 | Hasta               | Total             | Referencias |
| ---------- | ------------------------------------------------------- | --------------------- | ------------------- | ----------------- | ----------- |
|            | General der Infanterie Hermann von Hanneken (1890-1981) | 12 de octubre de 1942 | 27 de enero de 1945 | 2 años y 107 días | [ 19 ]      |
|            | Generaloberst Georg Lindemann (1884-1963)               | 27 de enero de 1945   | 6 de mayo de 1945   | 99 días           | [ 20 ]      |

### Países Bajos
Con la creación del Reichskommissariat Niederlande, se estableció el puesto de Wehrmachtbefehlshaber en den Niederlanden, con control sobre los militares en la zona. Por orden del 17 de mayo de 1942, el Wehrmachtbefehlshaber recibió el cargo y los poderes de un Comandante en Jefe del ejército.
| Fotografía | Wehrmachtbefehlshaber en den Niederlanden              | Desde              | Hasta              | Total             | Referencias |
| ---------- | ------------------------------------------------------ | ------------------ | ------------------ | ----------------- | ----------- |
|            | General der Flieger Friedrich Christiansen (1879-1972) | 29 de mayo de 1940 | 7 de abril de 1945 | 4 años y 313 días | [ 21 ]      |

### Noruega
El 25 de julio de 1940, Wilhelm Keitel añadió un anexo al Decreto del Führer del 24 de abril de 1940 sobre el ejercicio de los poderes gubernamentales en Noruega, que ordenaba que el comandante del XXI Cuerpo de Ejército llevara inmediatamente el nombre de Wehrmachtbefehlshaber Norwegen.
Con el fin de prepararse para la guerra contra la URSS y el posterior mando en el teatro de operaciones finlandés, se estableció un "Centro de Mando en Finlandia" del AOK Norwegen. El Alto Mando del Ejército en Laponia surgió de este puesto de mando. El 14 de enero de 1942, tomó el control de las fuerzas del AOK Norwegen en el frente finlandés. El 22 de junio de 1942, el AOK Lapland pasó a llamarse 20.º Ejército de Montaña.
Cuando las tropas alemanas en la península escandinava tuvieron que retirarse, hubo una reorganización de la estructura de mando. El AOK Norwegen se disolvió el 18 de diciembre de 1944; los poderes del Wehrmachtbefehlshaber pasaron al comandante del 20.º Ejército de Montaña.
| Fotografía | Wehrmachtbefehlshaber Norwegen                     | Desde                   | Hasta                   | Total             | Referencias   |
| ---------- | -------------------------------------------------- | ----------------------- | ----------------------- | ----------------- | ------------- |
|            | Generaloberst Nikolaus von Falkenhorst (1885-1968) | 25 de julio de 1940     | 18 de diciembre de 1944 | 4 años y 146 días | [ 24 ] [ 25 ] |
|            | Generaloberst Lothar Rendulic (1887-1971)          | 18 de diciembre de 1944 | 8 de enero de 1945      | 21 días           | [ 26 ]        |
|            | General der Gebirgstruppe Franz Böhme (1885-1947)  | 8 de enero de 1945      | 7 de mayo de 1945       | 119 días          | [ 27 ]        |

### El Este
En el Reichskommissariat Ostland, el mando militar estaba controlado por el Wehrmachtsbefehlshaber Ostland. El Wehrmachtsbefehlshaber era responsable de la seguridad dentro de los territorios ocupados (incluido el control de los partisanos), de proteger las redes ferroviarias y de incautar las cosechas. Fue creado el 25 de julio de 1941 y establecido en Kołobrzeg el 10 de agosto de 1944 como parte de la retirada, y fue disuelto el 30 de septiembre de 1944.
| Fotografía | Wehrmachtsbefehlshaber Ostland                    | Desde               | Hasta                | Total             | Referencias                 |
| ---------- | ------------------------------------------------- | ------------------- | -------------------- | ----------------- | --------------------------- |
|            | Generalleutnant Walter Braemer (1883-1955)        | 24 de junio de 1941 | 18 de abril de 1944  | 2 años y 299 días | [ 28 ] [ 29 ] [ 30 ] [ 31 ] |
|            | General der Panzertruppe Werner Kempf (1886-1964) | 1 de mayo de 1944   | 10 de agosto de 1944 | 101 días          | [ 32 ]                      |

#### Bielorrusia
El personal del Wehrmachtsbefehlshaber Weißruthenien se creó el 18 de abril de 1944 a partir del comandante general de las fuerzas de seguridad y los comandantes del personal de retaguardia del Grupo de Ejércitos. Desde el 15 de octubre de 1943, este Estado Mayor estuvo subordinado al Wehrmachtsbefehlshaber Weißruthenien como "Comandante General de las fuerzas de seguridad y comandantes en la Rutenia Blanca". Parte del personal se utilizó en julio de 1944 para la formación del Mando General de Rothkirch, que fue renombrado como Mando General del LIII Cuerpo de Ejército el 13 de noviembre de 1944.
| Fotografía | Wehrmachtsbefehlshaber Weißruthenien                                  | Desde               | Hasta                 | Total    | Referencias |
| ---------- | --------------------------------------------------------------------- | ------------------- | --------------------- | -------- | ----------- |
|            | General der Kavallerie Edwin Graf von Rothkirch und Trach (1888-1980) | 18 de abril de 1944 | 27 de octubre de 1944 | 192 días | [ 33 ]      |

### Ucrania
En el Reichskommissariat Ukraine, el control militar fue entregado al Wehrmachtbefehlshaber Ukraine, que fue creada el 1 de septiembre de 1941.
| Fotografía | Wehrmachtsbefehlshaber Weißruthenien           | Desde                   | Hasta               | Total           | Referencias  |
| ---------- | ---------------------------------------------- | ----------------------- | ------------------- | --------------- | ------------ |
|            | Generalleutnant Waldemar Henrici (1878-1950)   | 1 de septiembre de 1941 | octubre de 1942     | 1 año y 3 meses | [ 35 ]       |
|            | General der Flieger Karl Kitzinger (1886-1962) | octubre de 1942         | 21 de julio de 1944 | 1 año y 9 meses | [ 2 ] [ 35 ] |

### Córcega y Cerdeña
El Wehrmachtbefehlshaber Sardinien und Korsika o WB Korsika se formó en septiembre de 1943 como sucesor directo del Wehrmachtbefehlshaber auf Sardinien und Korsika cuando esta última comandancia pasó a llamarse oficialmente por última vez. El personal combinado de Cerdeña y Córcega se creó antes, en el verano de 1943, mediante la fusión del personal anterior del Kommandant der deutschen Wehrmacht auf Korsika y el Kommandant der deutschen Wehrmacht auf Sardinien. Con la evacuación de Cerdeña en septiembre y la evacuación de Córcega el 3 de octubre de 1943 (terminada por completo el 5 de octubre) finalmente dejó de existir.
| Fotografía | Wehrmachtbefehlshaber Sardinien und Korsika                  | Desde                   | Hasta                | Total   | Referencias |
| ---------- | ------------------------------------------------------------ | ----------------------- | -------------------- | ------- | ----------- |
|            | Generalleutnant Fridolin von Senger und Etterlin (1891-1963) | 8 de septiembre de 1943 | 5 de octubre de 1943 | 27 días | [ 36 ]      |